# Pulvino

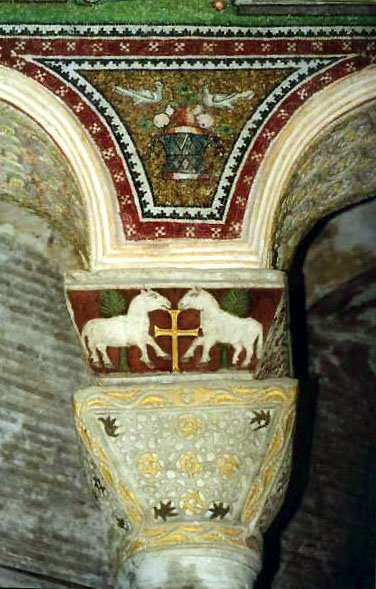
Capitello e pulvino della basilica di San Vitale, Ravenna

Il pulvino è un elemento architettonico strutturale a forma di tronco di piramide rovesciata, posto tra il capitello e l'imposta dell'arco.
Scarno o variamente decorato con motivi ornamentali a traforo o a rilievo, il pulvino raggiunge la sua massima espressione nell'architettura bizantina; se ne possono trovare alcuni esempi nell'architettura paleocristiana ravennate.
La sua particolare conformazione conferisce al pulvino la funzione strutturale di concentrare le tensioni generate dai carichi soprastanti verso la colonna posta al di sotto del capitello.
Nell'ingegneria contemporanea il pulvino è un elemento che ha la funzione di ripartire il carico tra una parte sovrastante con minore resistenza meccanica e una sottostante di resistenza più elevata. È ad esempio utilizzato nelle ferrovie per trasferire il carico delle rotaie sulle traversine. Generalmente è realizzato in ghisa.
Un esempio di pulvino è apprezzabile nella chiesa di San Lorenzo a Firenze di Filippo Brunelleschi (circa 1420). Successivamente egli fece ricorso ad un ulteriore segmento di trabeazione definito (impropriamente) anche con il nome di "dado brunelleschiano". I pulvini creano in questo caso una trabeazione ideale, sulla quale poi sono impostati gli archi a tutto sesto. Questa trabeazione virtuale vuole richiamare quella reale che si può osservare sul muro, entrambe infatti sono posizionate alla stessa altezza.